# Michael Naura/Diskografie
Diese Diskografie ist eine Übersicht über die veröffentlichten Tonträger des Pianisten, Bandleaders und Musikjournalisten Michael Naura. Sie umfasst seine Alben unter eigenem Namen sowie kollektive Bandprojekte (Abschnitt 1), seine Mitwirkungen bei Jazz-und-Lyrik-Produktionen von Peter Rühmkorf und Wolf Wondratschek und eigenen Hörspielen (Abschnitt 2), Kompilationen (Abschnitt 3) und seine Mitwirkungen als Begleitmusiker (Abschnitt 4). Nach Angaben des Diskografen Tom Lord war er zwischen 1955 und 1994 an 23 Aufnahmesessions beteiligt.

## Veröffentlichungen

### Alben unter eigenem Namen
Dieser Abschnitt listet die von Michael Naura zu Lebzeiten (samt kollektiver Bandprojekte wie Brotherhood of Swing) veröffentlichten EP, LPs und CDs chronologisch nach Veröffentlichungsjahr.
| Album                       | Musiklabel | VÖ   | Aufnahme  | Anmerkungen |
| --------------------------- | ---------- | ---- | --------- | --- |
| Jazz from Berlin            | Metronome  | 1955 | 1955      | Michael Naura Quintet mit Wolfgang Schlüter, Wolf Pohl, Herbert Putzler, Tom „Eminienz“ Roberts. EP mit vier Titeln: Quintett in A Party with John und Micha’s Dilemma; in „You Go to My Head“ und „Taking a Chance on Love“ zusätzlich mit Gitta Eilers (Gesang)                                               |
| Michael Naura Quintett (EP) | Telefunken | 1958 | 1958      | Die EP enthielt die vier Titel Mike’s Blue, A Night at Tony’s, A Smooth One und Ack Värmeland (= Dear Old Stockholm), mit Wolfgang Schlüter, Klaus Marmulla, Hajo Lang, Heinz von Moisy |
| Down to Earth (EP)          | Telefunken | 1958 | 1958      | Das Michael-Naura-Quintett; Besetzung s. o. Die EP enthielt die vier Titel Swingin’ the Blues, Blues for Werner, Angel Eyes und Minority. |
| European Jazz Sounds        | Brunswick  | 1963 | 1963      | Michael Naura Quintet mit Peter Reinke, Wolfgang Schlüter, Wolfgang Luschert, Joe Nay |
| Call                        | MPS        | 1971 | 1970      | Michael Naura Quartet mit Wolfgang Schlüter, Eberhard Weber, Joe Nay |
| Rainbow Runner              | Spiegelei  | 1971 | 1971      | Michael Naura Quartet mit Wolfgang Schlüter, Eberhard Weber, Joe Nay |
| Vanessa                     | ECM        | 1972 | 1974      | Michael Naura Quintet, mit Klaus Thunemann, Wolfgang Schlüter, Eberhard Weber, Joe Nay |
| Brotherhood of Swing        | Delfina    | 1976 | 197?      | mit Stefan von Dobrzynski, Wolfgang Schlüter, Lucas Lindholm, Kurt Giese |
| Live im Onkel Pö            | Polydor    | 1976 | 1976      | Michael Naura Quintett mit Leszek Zadlo, Wolfgang Schlüter, Lucas Lindholm, Joe Nay |
| Country Children            | ECM        | 1980 | 1977      | Duo Michael Naura, Wolfgang Schlüter |
| Orang Utan                  | Mood       | 1985 | 1985      | Michael Naura, Wolfgang Schlüter, Claus Bantzer. WDR-Mitschnitt aus der Kirche St. Johannis, Hamburg. |
| Ochsenzoll                  | Mood       | 1985 | 1985      | Michael Naura, Albert Mangelsdorff, Wolfgang Schlüter, Herbert Joos |
| Naura im Studio.            | gateway4m  | 2009 | 1959–1969 | Mit Michael Naura Quintett 1959, 1960 (mit Naura, Klaus Marmulla, Wolfgang Schlüter, Hajo Lange, Heinz von Moissy), Michael Naura Trio 1965, 1969 (mit Naura, Wolfgang Schlüter, Hajo Lange bzw. Peter Trunk), Michael Naura Silence (mit Ack van Rooyen, Naura, Schlüter, Trunk, Joe Nay). CD 5 der Naura Box. |
| Naura live im NDR.          | gateway4m  | 2009 | 1960      | Michael Naura Quintett (mit Naura, Klaus Marmulla, Wolfgang Schlüter, Hajo Lange, Heinz von Moissy) und den Gastsolisten Stu Hamer, Albert Mangelsdorff, Klaus Doldinger, Karl Blume (Ausschnitte vom 10. NDR Jazzworkshop). CD 6 der Naura Box.                                                                |
| Naura in Ochsenhausen.      | gateway4m  | 2009 | 1988      | Mit Naura, Wolfgang Schlüter. CD 4 der Naura Box. |

### Jazz-und-Lyrik-Produktionen und Hörspiele
| Album                                                   | Künstler                                                            | VÖ   | rec       | Musiklabel                                           | Anmerkungen |
| ------------------------------------------------------- | ------------------------------------------------------------------- | ---- | --------- | ---------------------------------------------------- | --- |
| Kein Apolloprogramm für Lyrik                           | Peter Rühmkorf mit Michael Naura, Wolfgang Schlüter, Eberhard Weber | 1976 | 1976      | ECM                                                  | |
| Phönix voran!                                           | Peter Rühmkorf                                                      | 1978 | 1977      | ECM                                                  | mit Naura, Leszek Zadlo, Wolfgang Schlüter |
| Das Mädchen und der Messerwerfer                        | Wolf Wondratschek                                                   | 1997 | 1997      | Mood                                                 | Wolf Wondratschek (Text, Lesung), Michael Naura und Wolfgang Schlüter (Musik; die Lesung erfolgt nicht über Musik, sondern die Musiker gestalten Zwischenspiele, Einleitung und Ausklang) |
| Chet Baker – Der lange Sturz. Eine szenische Phantasie. | Michael Naura                                                       | 2002 | 2002?     | Hoffmann & Campe                                     | Sprecher: Ulrich Matthes, Michael Naura, Hermann Lause u. a.; Musiker: Naura, Herbert Joos, Wolfgang Schlüter                                                                             |
| Naura Lyrisch                                           | Michael Naura                                                       | 2009 | 1970      | gateway4m                                            | Mit Naura (auch als Sprecher), Wolfgang Schlüter, Eberhard Weber, Joe Nay bzw. Wolfram Huschke. CD 1 der Naura Box.                                                                       |
| Naura musikologisch                                     | Michael Naura                                                       | 2009 | 1957–200? | gateway4m                                            | Mit Naura (auch als Sprecher), Wolfgang Schlüter, Eberhard Weber, Joe Nay sowie dem Michael Naura Quintett von 1957, 1958 und 1963 und mit Wolfram Huschke. CD 2 der Naura Box.           |
| Naura trifft Rühmkorff                                  | Michael Naura                                                       | 2009 | 1977      | gateway4m                                            | Sprecher: Peter Rühmkorff, Musiker: Michael Naura, Wolfgang Schlüter, Leszek Zadlo. CD 3 der Naura Box                                                                                    |
| Jazz & Lyrik: Aufnahmen 1976–2006                       | Peter Rühmkorf                                                      | 2009 | 1976–2006 | Hoffmann & Campe/ECM (Neuauflage 2020: Aufbau Audio) | mit Naura, Wolfgang Schlüter (großteils, sowie in einigen Fällen mit Weber, Zadlo und Klaus Thunemann, aber vereinzelt auch Vertonungen anderer Komponisten mit weiteren Musikern)        |

### Kompilationen
Dieser Abschnitt dokumentiert Aufnahmen Michael Nauras, die auf Kompilationen mit verschiedenen Künstlern erschienen sind.
| Album                                                                    | Musiklabel                  | VÖ   | Anmerkungen |
| ------------------------------------------------------------------------ | --------------------------- | ---- | --- |
| Berlin Jazz (EP)                                                         | Brunswick                   | 1956 | Aufnahmen von der RIAS-Combo (Studio), dem Michael Naura Quartett (Where Are You) und Johannes Rediske (Just You, Just Me). Im Michael Naura Quartett spielten Klaus Marmulla, Hajo Lange und Tom „Eminenz“ Roberts. |
| German Jazz Festival                                                     | Brunswick                   | 1956 | Aufnahmen von Rolf Kühn & RIAS-Combo, RIAS-Combo (Rolf Kühn, Erhard Wenig, Günther Schemmler, Heinz Krämer, Alex Machowiak, Gunter Hampel), Naura und Johannes Rediske |
| Cool Europa – European Progressive Jazz in Germany 1959–63               | Sonorama                    | 2017 | Aufnahmen 1959–63 von Barney Wilen, Attila Zoller, Helmut Brandt, Michael Naura, Fats Sadi, Rolf Kühn, Joki Freund, Rolf Ericson, Roland Kovac, Karlhanns Berger, Götz Wendlandt, Francy Boland, Jack Sels und Hermann Mutschler. Von Naura stammt der Titel Futurity, Michael Naura Quintet (1959) mit Klaus Marmulla, Wolfgang Schlüter, Hajo Lange, Heinz von Moisy. |
| Various – Die Deutschen All Stars                                        | Columbia                    | 1963 | Rundfunk-Aufnahmen von 1963 aus dem SWR-Studio Baden-Baden, mit Die Deutschen All Stars, Albert Mangelsdorff/Hans Koller-Septett (mit Naura), Horst Jankowski/Rolf Kühn-Quintett, Helmut Brandt-Sextett, den Feetwarmers, Klaus-Doldinger-Quartett, Michael Naura-Quintett (Rainy Clouds), All Star Sax Group (mit Naura) und dem Joki Freund-Quintett.                 |
| Latin Life                                                               | Harmonic/Mood Music Library | 1970 | Die Easy-Listening-Kompilation enthält von Naura (alias Richard Bristol) den Titel Rebecca. |
| Heidelberger Jazztage 1972                                               | MPS                         | 1972 | Auf der B-Seite ein Titel (Miriam) mit dem Michael Naura Quartett (Wolfgang Schlüter, Wolfgang Luschert, Leif Östergård). |
| Peter Stuyvesant präsentiert: Hamburger Jazzszene ’74                    | Clear Sound                 | 1974 | Naura mit Abbi Hübner, Gerd Goldenbow, Lutz Jordan, Manfred Kowalewski, Max Sydow in Stuyvesand Dixie |
| Jazz in Deutschland: Kühl und modern                                     | Telefunken                  | 1976 | 8 Titel; Re-Issues der EPs von 1957 und 1958. |
| Various – Jazz Made in Germany                                           | MPS                         | 1981 | Enthält den Titel Fontainebleau vom Duo Michael Naura/Wolfgang Schlüter. |
| Various – Geschichte der Popmusik                                        | Bear Family                 | 1998 | Enthält den Titel Schlittschuhläufer/Gedanken bei Nacht (Naura Quartet). |
| Various – Mojo Club Presents Dancefloor Jazz Volume 7: Give Me Your Love | Motor Music                 | 1998 | Enthält den Titel Take Us Down to the River von Michael Naura |
| Various – ...From the German Jazz Festival 1964                          | Be-Bop                      | 2016 | Die Dokumentation vom Deutschen Jazzfestival 1964 enthält zwei Titel (Rainy Clouds und Rhythm-A-Ning) mit dem Michael Naura Quintett (mit Peter Reinke, Wolfgang Schlüter, Wolfgang Luschert, Joe Nay). |

### Alben als begleitender Musiker
| Album           | Musiker           | rec     | Musiklabel | Anmerkungen |
| --------------- | ----------------- | ------- | ---------- | --- |
| Bop & Ballads   | Lucky Thompson    | 1959–60 | Sonorama   | Lucky Thompson mit Klaus Marmulla, Hans Koller, Georges Grenu, Helmut Reinhardt, Wolfgang Schlüter, Jimmy Gourley, Michael Naura, Hajo Lange, Heinz von Moisy |
| Good Vibrations | Wolfgang Schlüter | 1990–94 | Extra      | Enthält vor allem Aufnahmen Schlüters mit der NDR Bigband, daneben Aufnahmen des Michael Naura Duo mit Wolfgang Schlüter (Motor und Bluesology) und des Wolfgang Schlüter Quintetts (mit Stefan von Dobrzynski, Horst Mühlbradt, Lucas Lindholm, Lennart Gruvstedt). |